# José María Basualdo
José María Basualdo Elejalde nacido en Luyando, (Álava, España) el 18 de noviembre de 1948. Fue un ciclista español, profesional entre los años 1971 y 1976.
Sus únicas victorias las obtuvo en la modalidad de ciclocrós, a la que se dedicó prácticamente en exclusividad, logrando tres Campeonatos de España de Ciclocrós. 

## Biografía
Nació en Luyando en 1948, aunque desde los dos años de edad pasó a residir en la localidad también alavesa de Amurrio, (Ayala), por lo que suele considerársele natural de esta localidad.
Comenzó a competir como aficionado en 1968, con 20 años de edad. En 1971 tras disputar el mundial de ciclo-cross aficionado pasó al campo del profesionalismo. Basualdo compitió en las modalidades de carretera y ciclo-cross obteniendo sus mejores resultados en este segundo campo.

## Palmarés
1972
- Campeonato de España de Ciclocrós

1973
- Campeonato de España de Ciclocrós

1976
- Campeonato de España de Ciclocrós

## Resultados en Grandes Vueltas y Campeonato del Mundo
Durante su carrera deportiva ha conseguido los siguientes puestos en las Grandes Vueltas yen los Campeonatos del Mundo en carretera y ciclocrós:
| Carrera              | 1971 | 1972 | 1973 | 1974 | 1975 | 1976 |
| -------------------- | ---- | ---- | ---- | ---- | ---- | ---- |
| Giro de Italia       | -    | -    | -    | -    | -    | -    |
| Tour de Francia      | -    | -    | -    | -    | -    | -    |
| Vuelta a España      | -    | -    | -    | -    | -    | -    |
| Mundial en Ruta      | -    | -    | -    | -    | -    | -    |
| Mundial de Ciclocrós | -    | 5º   | 8º   | -    | -    | 17º  |

-: no participa

Ab.: abandono

## Equipos
- Kas (1971-1976)